# Songs of an Other
Songs of an Other is het derde muziekalbum van de Griekse zangeres Savina Yannatou dat is opgenomen voor ECM Records. Dat label is gespecialiseerd in het uitbrengen van muziek dat op scheidslijnen ligt tussen de gangbare muziekstromingen. Op dit album zingt Yannatou liederen van anderen en uit andere culturen dan haar eigen Griekse. Ze gaat daarin terug naar bijvoorbeeld een lied uit de cultuur van de Asjkenazische Joden uit de 16e eeuw. Deze muziek wordt dan gearrangeerd met soms lichte jazzinvloeden door haar vaste arrangeur Kostas Vomvolos. Het album is opgenomen in Athene.

## Musici
- Savina Yannatou -zang
- Kostas Vomvolos – qanûn, accordeon
- Yannis Alexandris – oed, gitaar
- Kyriakos Gouventas – viool, altviool
- harris Lambrakis – ney
- Michaelis Siganidis – contrabas
- Kostas Theodorou – percussie, contrabas.

## Composities
1. Sareri hovn mernem (5:37) (Armenië)
2. Za lioubih maimo tri momi (3:42) (Bulgarije; Blagoëvgrad (oblast))
3. Smilj Smiljana (2:53) (Servië)
4. Dunie-au (4:56) (Kazachstan)
5. O Yannis kai o drakos (6:54) (Grieks volksliedje)
6. Albanian lullaby (3:37) (Albanië)
7. Omar hashem leyakoyv (3:08) (Joods lied)
8. Radile (3:25) (Grieks volksliedje)
9. Sassuni oror (4:29) (Armenië)
10. Perperouna (5:10) (Grieks volksliedje)
11. Oh, Marouli (3:24) (Grieks volksliedje)